# Elite (gruppo musicale)
Gli Elite sono una band black metal norvegese originaria della città di Mo i Rana. Le loro sonorità uniscono elementi di black metal e viking metal. I temi trattati sono quelli dell'anticristianesimo e dei miti nordici.

## Storia degli Elite
I componenti degli Élite sono originari della città di Mo i Rana, in Norvegia, dove fondarono il gruppo nei primi anni 2000. Firmarono il loro primo contratto nel 2003, con la polacca Agonia Records. Fu con questa etichetta che la band produsse inizialmente 2 7" split, il primo con gli australiani Carbon intitolato Descent / Stanken Av Hyklers Blod (2003), mentre il secondo, che uscì nel gennaio del 2004, si intitolava Landscapes Of Graves / Dypet ed era condiviso con i tedeschi Seeds of hate.
Nel 2004 uscì, sempre per la Agonia Records, Kampen (su etichetta Paragon Records per il mercato statunitense), un album dalle sonorità black metal dallo stile minimale ma dai toni epici, che delineava già le tematiche fortemente incentrate sul viking metal tipiche della band.
Nel 2005 gli Elite cambiarono casa discografica, firmando un contratto con la No Colours Records. Nel maggio del 2005 uscì il miniCD Bekmørkt. Il nuovo album venne registrato in Svezia, presso i Ballerina Audio Studios ed a marzo 2006 uscì il loro secondo album, intitolato Bifrost. L'album fu un decisivo passo in avanti per la band, sia come scrittura delle canzoni, sia come qualità delle registrazioni, ponendosi nelle sonorità più classiche del Black Metal norvegese. Dal brano Bifrost, che dà il titolo all'album, gli Élite realizzarono il videoclip omonimo prodotto dalla Stjernen Productions.
Negli studi svedesi è poi stato registrato anche il terzo album della band, We Own the Mountains, uscito nell'agosto del 2008 per la Folter Records. Il nuovo album si caratterizza per la tessitura delle chitarre, che costruiscono le ambientazioni sempre incentrate sullo stile tipico della band. Al disco seguì un lungo tour internazionale ed un tour europeo chiamato Tordenstorm Tour 2008 che prevedeva la condivisione del palco con i connazionali Kampfar e con i tedeschi Thyrgrim.

## Formazione
- Bent Arne Mathisen - voce (2002-)
- Torgeir Nordahl - chitarra (2001-)
- Per Frank Valla - chitarra (2002-)
- Chris Rudi Lind - basso (2005-)
- Rainer Røreng - batteria (2002-)

Ex componente:
- Tor Arne Fallingen - chitarra (2001-2005)

## Discografia

### Album in studio
- 2004 - Kampen
- 2006 - Bifrost
- 2008 - We Own the Mountains

### EP
- 2005 - Bekmørkt

### Split
- 2003 - Carbon/Elite
- 2004 - Seeds of Hate/Elite

## Videografia
- Ett Lite Stykke Metal-Norge (2012)